# Česká Rybná
Česká Rybná (en allemand : Böhmisch Rybna) est une commune du district d'Ústí nad Orlicí, dans la région de Pardubice, en Tchéquie. Sa population s'élevait à 368 habitants en 2024.

## Géographie
Česká Rybná se trouve à 8 km à l'ouest-sud-ouest du centre de Žamberk, à 12 km au nord d'Ústí nad Orlicí, à 44 km à l'est de Pardubice et à 140 km à l'est de Prague.
La commune est limitée par Záchlumí au nord, par Dlouhoňovice à l'est, par Hejnice au sud et par Sopotnice à l'ouest.

## Histoire
La première mention écrite de la localité date de 1495.

## Transports
Par la route, Česká Rybná trouve à 7,5 km de Žamberk, à 13 km de Ústí nad Orlicí, à 61 km de Pardubice et à 170 km de Prague. 